# Јожеф Тертеи
Јожеф Тертеи (мађ. Törtei József, Сента, 5. мај 1960) бивши је југословенски и српски рвач, освајач бронзане медаље на Олимпијским играма 1984. године.

## Биографија
Рођен је 5. маја 1960. године у Сенти. Члан је Рвачког клуба Сента од првих дана, а потом немачког Алена од 1986. и београдског Партизана (од 1988). Вишеструки је првак Југославије, прва титула освојена 1981. Троструки је првак Балкана (1977, 1978. и 1979), првак Медитерана 1983. године. Био је првак на европским првенствима 1986. године и освајач бронзане медаље 1983, двоструки је вицешампион света. Два пута је учествовао на Олимпијским играма, освојио је бронзу 1984. у Лос Анђелесу и пето место 1988. у Сеулу.